# Hopfen-Blütenspanner
Der Hopfen-Blütenspanner (Eupithecia assimilata) ist ein Schmetterling (Nachtfalter) aus der Familie der Spanner (Geometridae).

## Merkmale

### Falter
Die Flügelspannweite der Falter beträgt 17 bis 24 Millimeter. Die Grundfarbe der Vorderflügel variiert von graubraun bis zu rotbraun. Am Vorderrand sind einige dunkle Flecke zu erkennen. Die helle Wellenlinie nahe dem Saum ist in weiße Flecke aufgelöst, von denen der Fleck am Innenwinkel besonders hervortritt und zuweilen doppelt angelegt ist. Der deutliche schwarze Mittelfleck ist lang gestreckt. Die Hinterflügel sind geringfügig heller als die Vorderflügel. Am Analwinkel befindet sich oftmals ein kleiner weißer Fleck.

### Ei, Raupe, Puppe
Das Ei hat eine glänzend weiße Farbe und eine glatte Oberfläche.
Die Raupen sind im Frühjahr grünlich, im Spätsommer rötlich oder bräunlich gefärbt und zeigen auf dem Rücken sehr deutliche rotbraune Winkelflecke. Die Farbe entspricht dem Blätter- bzw. Früchtestatus der Futterpflanze.
Die gelbbraune Puppe besitzt grüne Flügelscheiden und ist mit zwei kräftigen und sechs dünnen Hakenborsten am Kremaster bestückt.

### Ähnliche Arten
Der Kreuzkraut-Blütenspanner (Eupithecia absinthiata) hat sehr ähnliche Zeichnungselemente. Bei dieser Art ist jedoch der weiße Punkt am Innenwinkel schwächer ausgebildet oder fehlend. Eine genitalmorphologische Untersuchung kann bei der Bestimmung hilfreich sein.

## Geographische Verbreitung und Vorkommen
Der Hopfen-Blütenspanner ist in Europa weit verbreitet. Sein Vorkommen erstreckt sich Richtung Osten bis zum Ural, dem Ussurigebiet und weiter bis zur Insel Sachalin. In den Pyrenäen und den Alpen steigt er bis auf Höhen von 1500 beziehungsweise 1800 Metern. Ein weiteres  Verbreitungsgebiet befindet sich in Nordamerika. Die Art bevorzugt feuchte Waldränder, schattige Hecken und Uferregionen.

## Lebensweise
Die Falter sind dämmerungs- und nachtaktiv und fliegen in zwei Generationen von Ende April bis Ende Juni sowie von Juli bis September. Zuweilen saugen sie an den Blüten von Holunder- (Sambucus) oder Eschenarten (Fraxinus).  Sie erscheinen auch an künstlichen Lichtquellen. Die Raupen ernähren sich zunächst von den Blättern des Echten Hopfens (Humulus lupulus), später auch von den Blüten und Früchten. In Nordamerika leben sie an Johannisbeerarten (Ribes). Die Puppen der zweiten Generation überwintern.

## Gefährdung
In Deutschland kommt der Hopfen-Blütenspanner in allen Bundesländern vor und wird auf der Roten Liste gefährdeter Arten als „nicht gefährdet“ geführt. Lediglich im Saarland gilt er als „vom Aussterben bedroht“.